# Varanus giganteus
El Varanus giganteus és una espècie de sauròpsid (rèptil) escatós de la família dels varànids originari d'Austràlia i el quart llangardaix més gros del món després del dragó de Komodo, Varanus salvadorii i el Varanus salvator. Es troba en zones àrides de l'oest d'Austràlia.
Per als aborígens australians és un animal totèmic.

## Descripció
Pot arribar a 2,5 m de llargada però de mitjana fa 1,7 metres. Pesa fins a 20 kg.
L'any 2005 es va descobrir que era una animal amb verí.

## Galeria fotogràfica

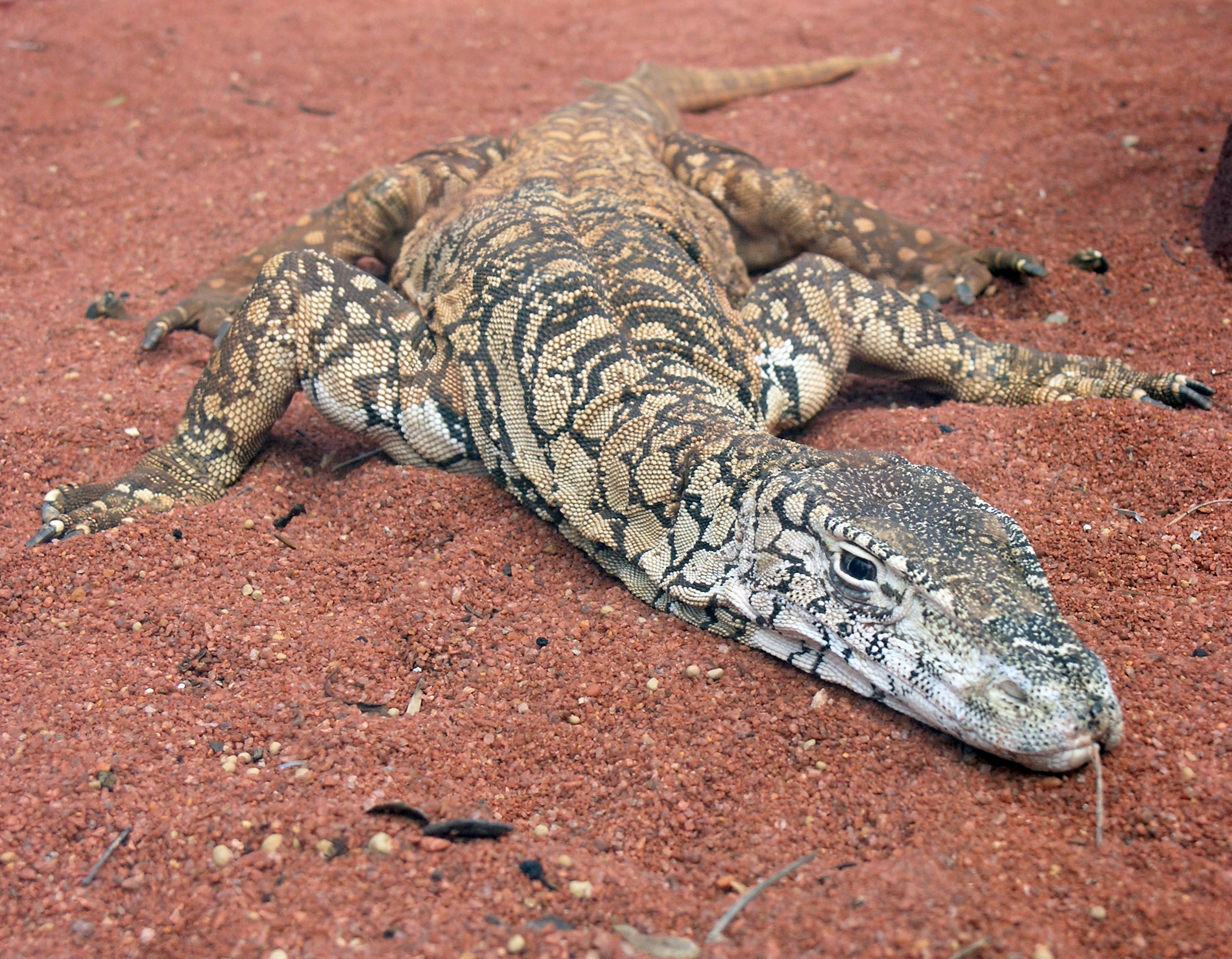
Un Perentie al Zoo de Perth, Austràlia occidental
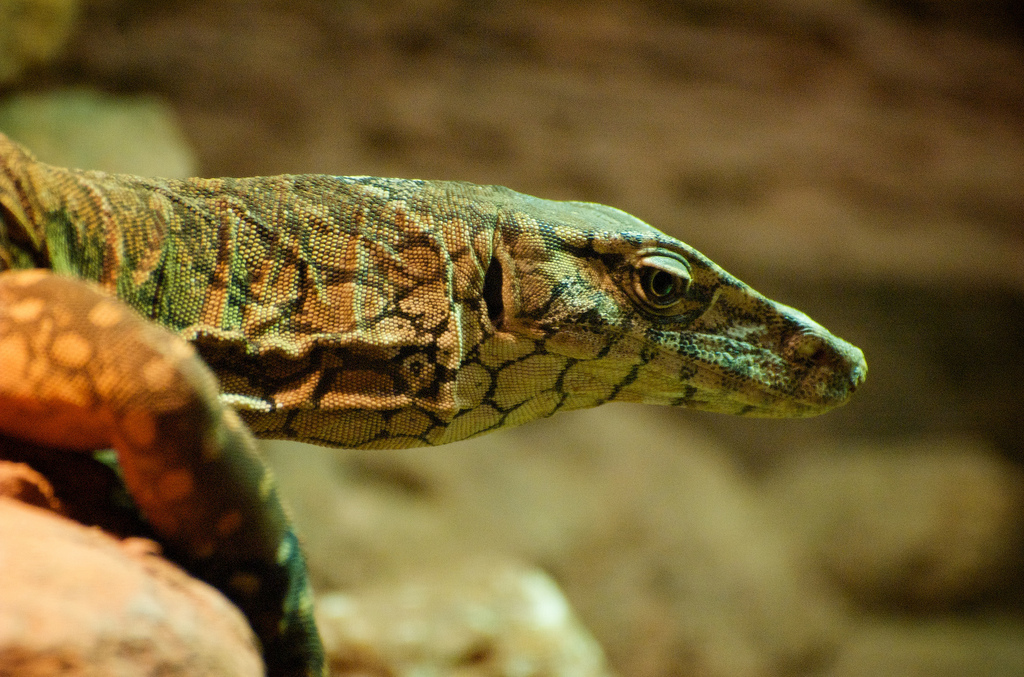
Al zoo de Perth
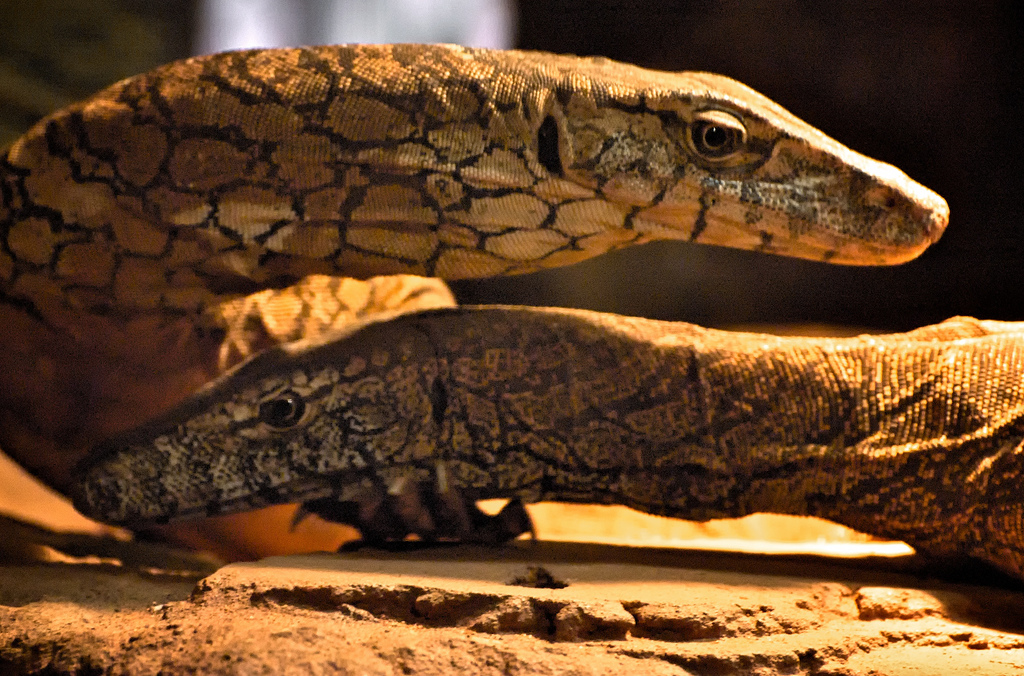
Al zoo de Perth